# Velîke Ustea, Sosnîțea
Velîke Ustea (în ucraineană Велике Устя) este localitatea de reședință a comunei Velîke Ustea din raionul Sosnîțea, regiunea Cernihiv, Ucraina.

## Demografie
Componența lingvistică a localității Velîke Ustea
     Ucraineană (98,66%)
     Rusă (1,15%)
     Alte limbi (0,19%)
Conform recensământului din 2001, majoritatea populației localității Velîke Ustea era vorbitoare de ucraineană (98,66%), existând în minoritate și vorbitori de rusă (1,15%).